# Kantonsschule Sursee
Die Kantonsschule Sursee ist eine öffentliche Schule des Kantons Luzern in Sursee (Schweiz). Sie ist mit rund 950 Schülern nach der Kantonsschule Alpenquai Luzern das zweitgrösste Gymnasium des Kantons Luzern.

## Geschichte und Architektur
Die Kantonsschule Sursee an der Moosgasse wurde 1970/71 als Nachfolgebau des Schulhauses St. Georg, das bis dahin die Mittelschule beherbergte, errichtet und seitdem immer wieder umgebaut und vergrössert. Das Gebäude der Kantonsschule wurde von Max Wandeler geplant; der Grundriss der ersten Etappe ist derselbe wie bei der Kantonsschule Reussbühl, allerdings spiegelverkehrt.
In Sursee wurden 1985 an den Westflügel (in dem sich zwei Turnhallen befinden) drei weitere Schulzimmer angehängt, die übereinander liegen. So ergänzt der sogenannte Ergänzungsbau optimal den bestehenden Grundbau. 1996 wurde die noch offene Eingangshalle geschlossen, zudem wurde im ersten Stock über dem Eingang die Hauswartwohnung in Schulzimmer umfunktioniert. Im Untergeschoss wurden auf der Seite des Innenhofs neue Werk- und Zeichnungsräume erstellt.

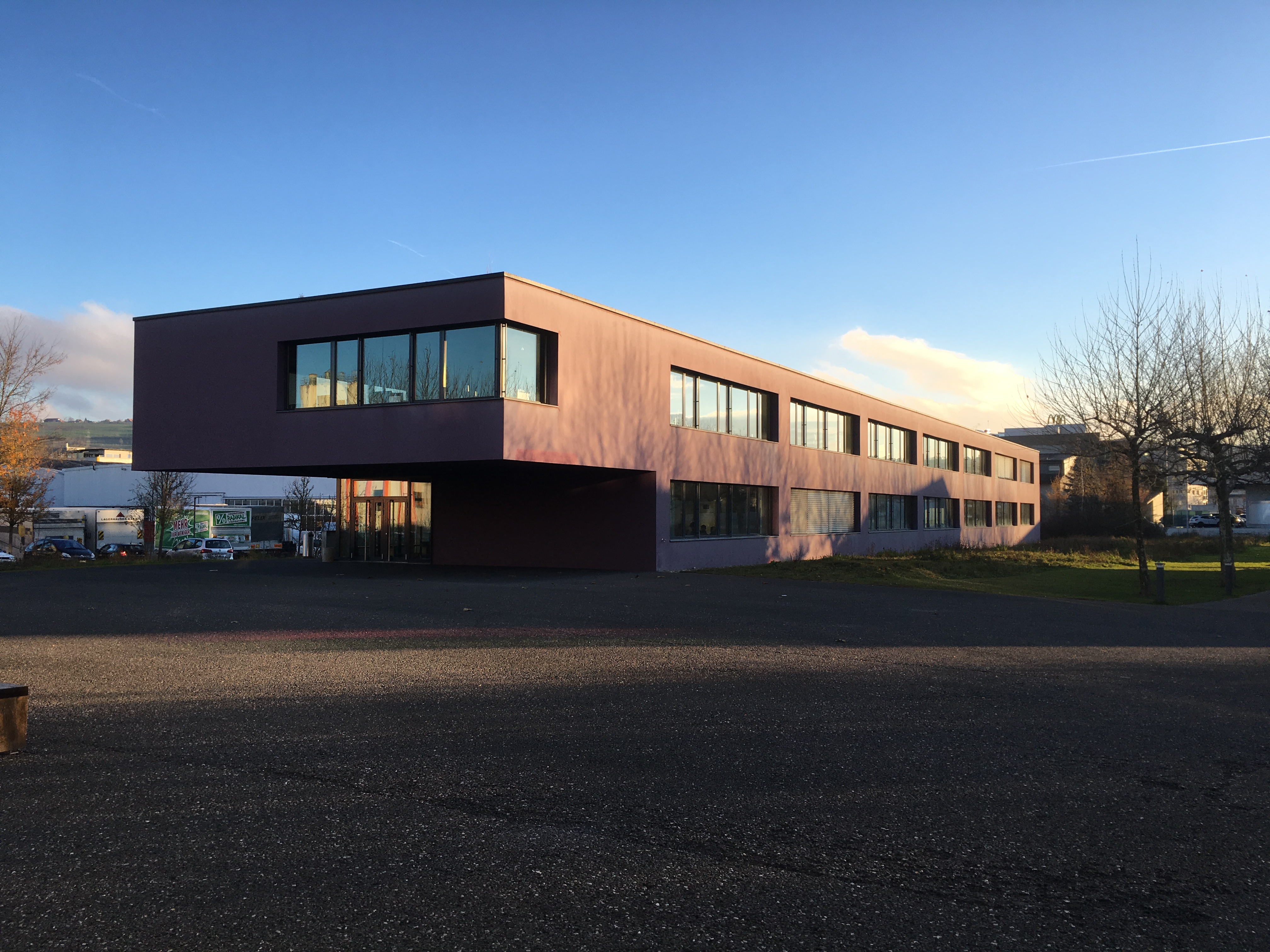
Neubau

2004/05 wurde ein neuer Biologie und Chemie-Ergänzungsteil gebaut, der neben dem Hauptgebäude steht. Ein Kriterium des neuen Baus waren, dass er sich etappieren lässt. In der ersten Etappe entstanden bis 2005 neue Räume für den Biologie- und Chemieunterricht. Das Projekt dieses Ergänzungsteils stammt von Franz Amberg & Hess + Partner AG, Sursee, und trägt den Namen Purple.
Eine Aufstockung des Ergänzungsteils sowie der Bau eines zusätzlichen Gebäudes, welches die beiden bestehenden Gebäude verbinden soll, sind momentan in Planung.

## Infrastruktur
Neben den zahlreichen Schulzimmern verfügt die Kantonsschule Sursee über zwei Turnhallen, zwei Veloräume, eine Mensa, eine Bibliothek, drei Biotope, einen Aussensportplatz und einen Lichthof, der das Zentrum darstellt sowie eine Aula.
Auf dem Nachbargrundstück befindet sich das Stadion Schlottermilch, ein Fussballfeld mit 400-Meter-Bahn und Einrichtungen für Leichtathletik. Diese Anlage dient hauptsächlich dem Sportunterricht sowie dem jährlichen Sporttag. Die Stadthalle Sursee ist weniger als zehn Minuten entfernt und kann seit dem Schuljahr 2009/10 ebenfalls für den Sportunterricht genutzt werden.

## Angebote
An der Kantonsschule Sursee gibt es drei Schultypen: das Langzeitgymnasium, das Kurzzeitgymnasium und die Fachmittelschule.
Das Langzeitgymnasium dauert sechs Jahre und endet mit der Matura, das Kurzzeitgymnasium dauert vier Jahre und endet ebenfalls mit der Matura. Am Gymnasium werden die folgenden Schwerpunktfächer angeboten:
- Bildnerisches Gestalten
- Biologie und Chemie
- Italienisch
- Musik
- Philosophie/Pädagogik/Psychologie
- Physik und Anwendungen der Mathematik
- Wirtschaft und Recht

Zudem gibt es am Gymnasium einen speziellen Lehrgang für Life Sciences und einen für Immersion Englisch.
Die Fachmittelschule dauert sieben Semester. Den Abschluss bildet eine Mischung aus Matura und Berufsmatura: Schüler, die erfolgreich die Matura der Fachmittelschule bestanden haben, können in pädagogische Berufe einsteigen.